# Actinothoe pustulata
Actinothoe pustulata is een zeeanemonensoort uit de familie Sagartiidae.
Actinothoe pustulata is voor het eerst wetenschappelijk beschreven door McMurrich in 1887.